# Аді-Кеїх (район)
Аді-Кеїх — район зоби (провінції) Дебуб, що в Еритреї. Столиця — місто Аді-Кеїх. У 2005 році частину території було включено до новоствореного району Маї-Аїні.